# إيدي كروك
إيدي كروك (بالإنجليزية: Eddie Crook)‏ (19 أبريل 1929 – 25 يوليو 2005) هو ملاكم أمريكي راحل، مثّل بلاده في الألعاب الأولمبية الصيفية 1960 وحقق الميدالية الذهبية في فئة الوزن المتوسط.

## روابط خارجية
إيدي كروك على موقع أوليمبيديا (الإنجليزية)